# Igor Rossi
Igor Rossi Branco, né le 10 mars 1989 à São Paulo, est un footballeur brésilien qui évolue au poste de défenseur à SC Farense.

## Biographie
Formé au SC Internacional et au Clube Náutico, Igor Rossi commence sa carrière professionnelle au Portugal, avec le CS Marítimo. Avec cette équipe, il joue 25 matchs en première division, inscrivant deux buts, et dispute également 4 matchs en Ligue Europa. Il est finaliste de la Coupe de la Ligue en 2015, en étant battu par le Benfica Lisbonne.
Le 22 juillet 2015, il rejoint l'équipe écossaise d'Heart of Midlothian.

## Palmarès
- Finaliste de la Coupe de la Ligue portugaise en 2015 avec le CS Marítimo